# Данку (Јаши)
Данку (рум. Dancu) насеље је у Румунији у округу Јаши у општини Холбока. Oпштина се налази на надморској висини од 56 m.

## Становништво
Према подацима из 2002. године у насељу је живело 6863 становника.

### Попис2002.
| Расподела становништва по националности 2002.‍ | Расподела становништва по националности 2002.‍ | Расподела становништва по националности 2002.‍ | Расподела становништва по националности 2002.‍ | Расподела становништва по националности 2002.‍ |
| --------------------------------------------- | --------------------------------------------- | --------------------------------------------- | --------------------------------------------- | --------------------------------------------- |
|                                               |                                               |                                               |                                               |                                               |
| Румуни                                        | Румуни                                        |                                               | 6.810                                         | 99,3%                                         |
| Роми                                          | Роми                                          |                                               | 46                                            | 0,7%                                          |
| Руси                                          | Руси                                          |                                               | 5                                             | 0,1%                                          |